# Pseudallata argyropeza
Pseudallata argyropeza är en fjärilsart som beskrevs av Charles Oberthür 1914. Pseudallata argyropeza ingår i släktet Pseudallata och familjen tandspinnare. Inga underarter finns listade i Catalogue of Life.